# Berthe Jalabert
Pour les articles homonymes, voir Péricaud et Jalabert.
Berthe Jalabert née Marie Berthe Augusta Péricaud le 31 octobre 1858 à Rennes (Ille-et-Vilaine) et morte le 3 juin 1942 à Montauban (Tarn-et-Garonne), est une actrice française de théâtre et de cinéma.
Fille de l'acteur, metteur en scène et auteur dramatique Louis Péricaud (1835-1909), elle fit l'essentiel de sa carrière cinématographique au temps du cinéma muet.

## Biographie
C'est grâce à un entretien que Berthe Jalabert a accordé en 1922 à l'écrivain André Bencey pour la revue Cinémagazine, que l'on connait l'essentiel de sa vie et de sa carrière.
C'est ainsi qu'on apprend qu'elle est née à Rennes de parents comédiens. « J'avais dix-huit mois à peine quand j'ai quitté Rennes et je n'y suis jamais revenue depuis », précise-t-elle. Elle passe une partie  de son enfance à Lyon où sa mère a obtenu un engagement de longue durée au théâtre des Célestins. Son père étant opposée à sa vocation de comédienne, elle est placée comme apprentie pendant deux ans chez une fleuriste. À l'âge de 17 ans, des comédiens amis de la famille réussissent à persuader son père de réaliser sa passion pour le théâtre. 
Après avoir pris des cours d'art dramatique à Lyon, Berthe Péricaud débute au théâtre municipal de Nice en 1876 qu'elle quitte en août 1878 pour le Havre. Dans le numéro 35 du 31 août 1878 de la revue Le Monde artistique, on peut lire à propos de la réouverture du Grand-Théâtre du Havre pour la saison d'hiver 1878-1879 que « parmi tant de noms nouveaux, un surtout nous frappe, c'est celui de Mlle Péricaud, fille de l'excellent comédien que les Havrais ont tant applaudi dans le temps. Les succès du père sont une bonne recommandation pour Mlle Péricaud ». C'est là qu'elle rencontre le comédien Victor Jalabert qu'elle épouse quelques mois plus tard le 8 février 1879 et sous le nom duquel elle sera désormais connue. Il s'ensuit une carrière conjointe qui durera 20 ans à travers toute la France. 
Devenue veuve en novembre 1899, elle poursuit désormais seule sa carrière en province (elle fera notamment partie du tableau de la troupe du théâtre des Variétés à Toulouse pour la saison 1902-1903) et finit par s'installer définitivement à Paris avec ses enfants en 1913, date à laquelle elle entre au théâtre des Arts puis au théâtre des Champs-Élysées. En janvier 1914, sollicitée par Gaumont, elle tourne son premier film L'Étau sous la direction de Maurice Mariaud, puis elle enchaîne les tournages avec Henri Pouctal, Louis Feuillade, Henri Fescourt et René Le Somptier jusqu'à la déclaration de guerre.
Bien que la plupart des studios soient à l'arrêt pendant le conflit, Berthe Jalabert réussit néanmoins à tourner dans une vingtaine de films, avant de reprendre après l'armistice une carrière bien remplie aussi bien au théâtre qu'au cinéma.
Après cet entretien, Berthe Jalabert ne semble plus avoir accordé d'autres interviews à la presse, si bien que les dernières années de sa carrière sont peu documentées.
Berthe Jalabert apparaît pour la dernière fois à l'écran en 1935 dans Golgotha de Julien Duvivier, avant de s'éloigner définitivement des scènes de théâtre et des plateaux de cinéma. Elle meurt sept ans plus tard à Montauban où elle s'était retirée.

## Filmographie
- 1914 : L'Étau, de et avec Maurice Mariaud
- 1914[11] : Grand-Maman, de René Le Somptier
- 1914[12] : Le Mannequin, d'Henri Pouctal
- 1914[12] : Claudie, fille d'auberge, d'Henri Pouctal
- 1914 : L'Enfant de la roulotte, de Louis Feuillade (1 084 m) - Mme d'Hauterive
- 1914 : Madame Corentine, de Maurice Mariaud (1 433 m)
- 1914 : Maman, d'Henri Fescourt (300 m)
- 1915 : Le Blason, de Louis Feuillade - Mme d'Estrées
- 1915 : Pêcheur d'Islande, d'Henri Pouctal
- 1915 : Quand minuit sonna, de Charles Burguet  (900 m)
- 1916 : Alsace, d'Henri Pouctal (1 650 m)
- 1916 : La Danseuse voilée, de Maurice Mariaud (1 275 m) - Dona Concepcion
- 1916 : Le Devoir, de Léonce Perret (1 200 m) - Mme Barclay
- 1916 : L'Hallali, de Jacques de Baroncelli (1 400 m)
- 1916 : Midinettes, de René Hervil et Louis Mercanton (1 850 m) - Mme Daubrel
- 1916 : Notre pauvre cœur, de Louis Feuillade et Léonce Perret (1 485 m) - Mme Méry
- 1916 : Le Prix du pardon, de Louis Feuillade
- 1916 : Remember, de Charles Burguet (1 025 m)
- 1916 : Le Tournant, de René Hervil et Louis Mercanton (1 650 m) - la duchesse de Bréville
- 1916 : Un mariage de raison, de Louis Feuillade (1 580 m) - Mme de Fontarche
- 1916 : Le Crépuscule du cœur, de Maurice Mariaud (820 m)
- 1916 : Fille d'Eve, de Gaston Ravel (400 m)
- 1916 : Le Malheur qui passe, de Louis Feuillade (990 m)
- 1916 : Oh ! ce baiser / Oh ! that kiss, de René Hervil et Louis Mercanton (900 m)
- 1916 : Les Yeux qui accusent, de Charles Burguet (880 m)
- 1917 : L'Âme de Pierre, de Charles Burguet (1 300 m) - La mère
- 1917 : La Course du flambeau, de Charles Burguet  (1 550 m) - Mme Fontenais
- 1917 : Les Lois du monde, de Roger Lion (1 050 m) - Mme Harlé
- 1917 : Le Devoir de Léonce Perret
- 1917 : Mères françaises, de René Hervil et Louis Mercanton (1 230 m) - Mme Lebroux
- 1917 : Les Mouettes, de Maurice Mariaud (1 165 m)
- 1917 : Le Passé de Monique, de Louis Feuillade (1 450 m)
- 1918 : Lorena, de Georges Tréville (1 628 m) - Mme Laurent
- 1918 : Marion Delorme, d'Henry Krauss (1 500 m)
- 1918 : La Mort des pirates / La Mort des sous marins, réalisateur anonyme (7 400 m, en 7 épisodes)
- 1918 : Le Scandale, de Jacques de Baroncelli (1 450 m)
- 1918 : Trois familles, d'Alexandre Devarennes (1 250 m)
- 1918 : L'Exemple, film de propagande anonyme (560 m) - La paysanne
- 1918 : Les Gosses dans les ruines (en) de George Pearson (780 m)
- 1919 : L'Effroyable doute, de Jacques Grétillat (1 325 m) - Mme Bonin
- 1919 : Les Étapes d'une douleur, de Jean Ayme (1 200 m)
- 1919 : Le Fils de Monsieur Ledoux, d'Henry Krauss (1 400 m) - Mme Ledoux
- 1919 : Marthe, de Gaston Roudès (1 625 m)
- 1919 : Quand on aime, d'Henry Houry (diffusé en 10 épisodes) - Mme Quévilly
- 1919 : Simplette, de René Hervil (1 395 m) - Mme Rouvière
- 1919 : Un ours, de Charles Burguet  (1 060 m)
- 1920 : Le Chevalier de Gaby, de Charles Burguet  (1 470 m) - La tante
- 1920 : Les Cinq Gentlemen maudits, de Luitz Morat et Pierre Régnier
- 1920 : Gosse de riche, de Charles Burguet (2 008 m) - Maman Mougins
- 1920 : Tout se paie, d'Henry Houry (1 740 m) - Mme Corbières
- 1920 : Vers l'argent, de René Plaissetty (1 400 m)
- 1920 : Zon, de Robert Boudrioz (1 750 m) - Mme Vergasson
- 1921 : L'Essor, de Charles Burguet  (10 000 m, diffusé en 10 épisodes) - Mme Lefranc
- 1921 : Cendrillon, de Charles Maudru (1 600 m)
- 1921 : Gigolette, de Henri Pouctal (diffusé en 4 époques) - Mlle de Kergoven
- 1921 : L'Infante à la rose, d'Henry Houry (1 800 m) - Tia Maria
- 1921 : Le Méchant Homme, de Charles Maudru (1 760 m) - Victorine
- 1921 : La Vivante épingle, de Jacques Robert (1 890 m)
- 1922 : L'Arlésienne, d'André Antoine (2 010 m) - La Renaude
- 1922 : La Bâillonnée, de Charles Burguet (5 025 m, diffusé en 7 épisodes) - Mme Blandin
- 1922 : Le Lac d'argent, de Gaston Roudès (1 525 m) - Mme Servais
- 1922 : Margot, de Guy du Fresnay (1 900 m) - Mme Doradour de La Houville
- 1922 : Les Mystères de Paris, de Charles Burguet (12 070 m, diffusé en 12 épisodes) - Mme Séraphin
- 1923 : L'Espionne, d'Henri Desfontaines (2 100 m)
- 1923 : Frou-Frou, de Guy du Fresnay (1 792 m) - Mme de Valréas
- 1923 : Le Gamin de Paris, de Louis Feuillade (1 800 m) - La grand-mère
- 1923 : Petit ange et son pantin, de Luitz-Morat (1 700 m)
- 1923 : Le Petit Moineau de Paris, de Gaston Roudès (2 100 m) - Mme Damien
- 1924 : Altemer le cynique, de Georges Monca et Maurice Kéroul (2 060 m) - Mme Evremont, mère
- 1924 : La Double existence de Lord Samsey, de Georges Monca et Maurice Kéroul (2 000 m) - Mme Astorg
- 1924 : Grand-mère, d'Alberto-Francis Bertoni (2 000 m) - Maman Marlet
- 1924 : L'Ironie du sort, de Georges Monca et Maurice Kéroul (2 000 m) - Mme Gauthier, mère
- 1925 : Autour d'un berceau, de Georges Monca (2 100 m) - Mme Fréville
- 1925 : Barocco, de Charles Burguet (2 750 m) - Georgina
- 1925 : La Course du flambeau, de Luitz-Morat (2 200 m) - Mme Fontenais
- 1925 : L'Orphelin du cirque, de Georges Lannes (3 000 m) - Mme d'Arnaud
- 1926 : L'Agonie de Jérusalem, de Julien Duvivier (2 800 m) - Mme Verdier
- 1926 : Florine, la fleur du Valois, d'Émile-Bernard Donatien (3 500 m) - Mme Millet
- 1927 : La Grande Épreuve d'Alexandre Ryder et André Dugès - Françoise Duchêne
- 1927 : Le Martyre de Sainte-Maxence d'Émile-Bernard Donatien - Rosébie
- 1928 : L'Aigle de la Sierra de Louis de Carbonnat - La grand-mère de Maria
- 1928 : Verdun, visions d'histoire de Léon Poirier (3 600 m)
- 1930 : La Dernière Berceuse de Gennaro Righelli et Jean Cassagne - La gouvernante
- 1931 : Grand-mère d'Alberto-Francis Bertoni : la grand-mère[13]
- 1934 : La Maison dans la dune de Pierre Billon
- 1935 : Golgotha de Julien Duvivier - Une suivante de Claudia

## Théâtre
- 1891 : La Porteuse de pain, de Xavier de Montépin au théâtre du Gymnase : Marie Harmant[14]
- 1907 : Madame la Maréchale, pièce en 4 actes de Louis Péricaud et Alphonse Lemonnier au théâtre de la Gaîté : la marquise de Saumonville
- 1909 : La Revanche d'Ève, d'Antony Mars et Alphonse de Beil au théâtre du Palais-Royal : Fanny
- 1912 : Les Yeux ouverts, comédie en 3 actes de Camille Oudinot au théâtre Réjane : Mme Mercinet
- 1913 : Les Femmes savantes, de Molière, mise en scène Léon Poirier et Henri Beaulieu à la Comédie des Champs-Élysées ; Philaminte
- 1913 : Le Veau d'or, comédie satirique en 3 actes de Lucien Gleize, mise en scène Henri Beaulieu, à la Comédie des Champs-Élysées : Mme Lionel
- 1913 : Le Trouble-fête, d'Edmond Fleg, mise en scène Amable à la Comédie des Champs-Élysées : Mme Gautray
- 1913 : Le Poulailler, de Tristan Bernard à la Comédie des Champs-Élysées : Mme Vertal
- 1914 : La Crise ministérielle, de Tristan Bernard à la Comédie des Champs-Élysées : Mme Brisset
- 1914 : Du vin dans son eau ou L'impôt sur le revenu, de Tristan Bernard à la Comédie des Champs-Élysées : Mme Brisset
- 1915 : La Jalousie, comédie en trois actes de Sacha Guitry, 8 avril 1915,  Théâtre des Bouffes-Parisiens : Mme Buzenay
- 1924 : Chifforton, d'André Birabeau au théâtre des Nouveautés : Félix
- 1931 : L'Amour à la blague, comédie en 3 actes de Pierre Sabatier au théâtre Fontaine : la baronne de Savry-La Tour
- 1931 : Monsieur Coccinelle, pièce en 4 actes de Jean de Létraz au théâtre Fontaine